# Спомагателни дейности в добива
Спомагателните дейности в добива са подотрасъл на добивната промишленост, включващ специализирани услуги, подпомагащи добива на полезни изкопаеми.
Секторът включва геоложки проучвания за наличие на залежи на полезни изкопаеми, изграждане и поддръжка на нефтени и газови кладенци, дрениране на мини, извозване на материал от минни разработки и други помощни дейности, пряко свързани с добива.